# Ira Ishida
Ira Ishida (?, 石田 衣良, Ishida Ira; Tokyo, 8 marzo 1960) è uno scrittore, commentatore televisivo e attore giapponese.

## Biografia
Ira Ishida (pseudonimo ottenuto dividendo il cognome anagrafico Ishidaira) è nato nel 1960 a Tokyo. 
Dopo aver studiato economia all'Università Seikei, ha lavorato nel campo della pubblicità prima di dedicarsi alla scrittura. 
Ha esordito nella narrativa nel 1998 con Tokyo nights, primo di una lunga serie di romanzi mystery bestseller in Giappone con 4,2 milioni di copie vendute ambientati nell'affollato quartiere di Ikebukuro vincendo il Premio All-Yomimono dedicato alla narrativa gialla. 
Autore di numerosi romanzi e raccolte di racconti spesso adattati per il cinema e la tekevisione, nel 2003 è stato insignito del Premio Naoki per l'opera 4-Teen.

## Opere principali

### Serie Ikebukuro West Gate Park
- Tokyo nights (Ikebukuro Uesuto Gēto Pāku, 1998), Roma, Fanucci, 2006 traduzione di Naomi Visconti ISBN 88-347-1207-2.
- Ikebukuro West Gate Park 2: Shōnen keisūki (2000)
- Ikebukuro West Gate Park 3: Kotsuon (2002)
- Ikebukuro West Gate Park 4: Denshi no hoshi (2003)
- Ikebukuro West Gate Park 5: Han-jisatsu kurabu (2005)
- Ikebukuro West Gate Park 6: Haiiro no Pītāpan (2006)
- Ikebukuro West Gate Park 7: G bōizu fuyu sensō (2007)
- Ikebukuro West Gate Park 8: Hiseiki rejisutansu (2008)
- Ikebukuro West Gate Park 9: Doragon tiāzu Ryūrui (2009)
- Ikebukuro West Gate Park 10: Puraido 2010

### Serie Call Boy
- Shōnen (2001)
- Seinen (2008)
- Shuǎng nián (2018)

### Altri romanzi
- Utsukushii Kodomo (1999)
- Enjeru (1999)
- Nami no ue no majutsushi (2001)
- Burū tawā (2004)
- Akihabara@DEEP (2004)
- Hokuto aru satsujin-sha no kaishin (2012)

### Raccolte di racconti
- Surō guddobai (2002)
- 4teen (2004)

## Filmografia parziale

### Autore del soggetto
- Akihabara@Deep, regia di Takashi Minamoto (2006)

### Attore
- Love My Life, regia di Kôji Kawano (2006)

## Televisione

### Autore del soggetto
- Ikebukuro West Gate Park (Ikebukuro Uesuto Gēto Pāku) dorama (2000)
- 4teen dorama (2004)
- Akihabara@Deep (Akihabara atto Dīpu?) dorama (2006)
- Mioka dorama (2010)

## Premi e riconoscimenti
- Premio All-Yomimono: 1997 vincitore con Tokyo nights
- Premio Naoki: 2003 vincitore con 4-Teen
- Premio Chūōkōron: 2013 vincitore con Hokuto aru satsujin-sha no kaishin